# 17025 Pilachowski
17025 Pilachowski è un asteroide della fascia principale. Scoperto nel 1999, presenta un'orbita caratterizzata da un semiasse maggiore pari a 2,5639762 UA e da un'eccentricità di 0,2045443, inclinata di 7,38930° rispetto all'eclittica.